# بخش کاربی آنگلونگ شرقی
بخش کاربی آنگلونگ شرقی (به انگلیسی: East Karbi Anglong district) یک منطقهٔ مسکونی در هند است که در Central Assam Division واقع شده‌است.